# Funktionsverlagerung
Unter Funktionsverlagerung versteht man im Steuerrecht Deutschlands die Verlagerung betrieblicher Funktionen zu ausländischen Tochterunternehmen oder Betriebsstätten. 

## Allgemeines
Die steuerliche Behandlung von Funktionsverlagerungen wurde erstmals mit der Unternehmenssteuerreform 2008 explizit gesetzlich geregelt. Die Umsetzung erfolgte durch eine Reform des Außensteuergesetzes. Einzelheiten sind in der Funktionsverlagerungsverordnung (FVerlV) geregelt. Verlagerte Funktionen im Sinne des Außensteuergesetzes sind einer Gesamtbewertung zu unterziehen, so dass das ihnen innewohnende gesamte Gewinnpotenzial in Deutschland besteuert werden kann. Zuvor bewertete man lediglich die übertragenen Wirtschaftsgüter. Die neuen Vorschriften sind seit 2008 anzuwenden (§ 12 FVerlV).

## Zielsetzung der Regelung
Ziel der Neuregelung zur Besteuerung von Funktionsverlagerungen ist die Besteuerung des vom Gesetzgeber sogenannten Gewinnpotenzials einer Funktion in Form des Barwerts der aggregierten aus der verlagerten Funktion künftig zu erwarteten Nachsteuergewinne (§ 1 Abs. 4 FVerlV). Damit soll sichergestellt werden, dass in Deutschland erwirtschaftetes Steuersubstrat, also noch nicht versteuerte (steuerverstrickte) Erfolgsbestandteile, bei einer Verlagerung ins Ausland einmalig in Deutschland besteuert wird. Es handelt sich damit um eine Form der Wegzugsbesteuerung. Die Vorschriften sind im Kontext der allgemeinen Anstrengungen des Steuergesetzgebers zu sehen, der Verlagerung von Steuersubstrat ins Ausland entgegenzuwirken. Die erwarteten Mehreinnahmen aus der Neuregelung sollen auch der Gegenfinanzierung der Senkung des Körperschaftsteuersatzes im Rahmen der Unternehmenssteuerreform 2008 dienen.

## Begriff der Funktion
Für den Begriff der Funktion existiert eine Legaldefinition in der Funktionsverlagerungsverordnung: „Eine Funktion ist eine Geschäftstätigkeit, die aus einer Zusammenfassung gleichartiger betrieblicher Aufgaben besteht, die von bestimmten Stellen oder Abteilungen eines Unternehmens erledigt werden. Sie ist ein organischer Teil eines Unternehmens …“ (§ 1 Abs. 1 Satz 1–2 FVerlV)
Rödder definiert die Funktion als „wirtschaftlich separaten bzw. organisatorischen Bereich eines Unternehmens.“ Wesentlich für das Verständnis des Funktionsbegriffs ist, dass es sich nicht um eine beliebige Ansammlung von Wirtschaftsgütern handelt, sondern dass die Wirtschaftsgüter, welche die Funktion bilden, in einem funktionalen Zusammenhang stehen müssen. Die Funktion muss gegen andere Unternehmensbereiche klar abgrenzbar sein, so dass sie Gegenstand eines einheitlichen Verlagerungsvorgangs sein kann. Zudem müssen die zugehörigen Aufwendungen und Erträge sowie Chancen und Risiken sachgerecht abgrenzbar sein. Eine Funktion muss daher über „eine gewisse betriebliche Eigenständigkeit“ verfügen. Hinsichtlich des Tatbestandsmerkmals der Zurechenbarkeit von Aufwendungen und Erträgen zeigen sich gewisse Parallelen zur Zahlungsmittelgenerierenden Einheit in den IFRS.
Als Funktionen im Sinne des AStG kommen sowohl primäre wie auch sekundäre Wertschöpfungsaktivitäten in Betracht. Dies können z. B. folgende betriebliche Bereiche sein: Forschung und Entwicklung, Materialbeschaffung, Lagerhaltung, Produktion, Montage, Vertrieb, Marketing, Kundendienst, Qualitätskontrolle, Finanzierung. Das Vorliegen eines Teilbetriebs im Sinne des Steuerrechts ist keine Voraussetzung für das Vorliegen einer Funktion.

## Begriff der Funktionsverlagerung

### Definition
Die Funktionsverlagerung ist der Tatbestand, an den die Gesamtbewertung und damit die Besteuerung eines eventuell vorhandenen Gewinnpotenzials anknüpft.
Nach dem Außensteuergesetz (AStG) liegt eine Funktionsverlagerung vor, wenn „eine Funktion einschließlich der dazugehörigen Chancen und Risiken und der mit übertragenen oder überlassenen Wirtschaftsgüter und sonstigen Vorteile verlagert“ wird.
Die ausführlichere Definition der Funktionsverlagerungsverordnung lautet: „Eine Funktionsverlagerung im Sinne des § 1 Abs. 3 Satz 9 des Außensteuergesetzes liegt … vor, wenn ein Unternehmen (verlagerndes Unternehmen) einem anderen, nahe stehenden Unternehmen (übernehmendes Unternehmen) Wirtschaftsgüter und sonstige Vorteile sowie die damit verbundenen Chancen und Risiken überträgt oder zur Nutzung überlässt, damit das übernehmende Unternehmen eine Funktion ausüben kann, die bisher von dem verlagernden Unternehmen ausgeübt worden ist, und dadurch die Ausübung der betreffenden Funktion durch das verlagernde Unternehmen eingeschränkt wird.“(§ 1 Abs. 2 Satz 1 FVerlV)
Wesentliches Tatbestandsmerkmal ist, dass die Funktion nach der Verlagerung beim verlagernden Unternehmen nicht mehr ausgeübt wird oder zumindest eingeschränkt ist. Daher kann bei einer Funktionsverdopplung keine Funktionsverlagerung im Sinne des Gesetzes vorliegen (siehe unten).
Kroppen/Rasch/Eigelshoven sprechen von einer „ausufernden“ Definition des Gesetzgebers, die dazu führen werde, dass eine sehr große Zahl von Fällen auf die Anwendung von § 1 Abs. 3 Sätze 9 ff. AStG hin zu prüfen ist.

### Chancen und Risiken
Bemerkenswert an der Definition des Gesetzgebers ist insbesondere die Einbeziehung von „Chancen und Risiken“ und „sonstigen Vorteilen“. Damit wird über die international übliche Definition der Funktionsverlagerung weit hinausgegangen, welche lediglich die Verlagerung von Aufgaben umfasst. Chancen und Risiken werden in der internationalen Verwaltungspraxis üblicherweise im Rahmen der Funktions- und Risikoanalyse bei der Verrechnungspreisbestimmung erfasst und sind von der Funktion selbst klar zu trennen. Erst durch diese weite Definition unter Einbeziehung von Chancen und Risiken kann eine Aufdeckung und Besteuerung von Gewinnerwartungen erreicht werden.
Chancen und Risiken erwachsen aus selbständiger unternehmerischer Tätigkeit, im Gegensatz zu unselbständigen Tätigkeiten. Risikoarten sind bspw.:
- das Absatzrisiko (das Risiko, dass produzierte Leistungen nicht abgesetzt werden können bzw. ein Auftraggeber einen Fertigungsauftrag nicht abnimmt),
- das Preisrisiko (das Risiko sinkender Marktpreise)
- das Kostenrisiko (das Risiko steigender Herstellungskosten).

Diesen Risiken können entsprechende Chancen gegenüberstehen.
Bei unselbständigen Tätigkeiten auf der Grundlage schuldrechtlicher Verträge verringern sich die Risiken oder verschwinden ganz, während andererseits auch die Chancen entsprechend geringer werden. Ein Beispiel hierfür ist die konzerninterne Auftragsfertigung, bei der die vom Fertiger erbrachten Leistungen nach der Kostenaufschlagsmethode vergütet werden (§ 2 Abs. 2 FVerlV). Der Auftragsfertiger trägt hier keinerlei Preis- oder Kostenrisiko – entsprechend könnte hier je nach sonstigen Umständen eine unschädliche Funktionsverlagerung vorliegen (siehe unten).

### Sonstige Vorteile
Der unbestimmte Rechtsbegriff der „sonstigen Vorteile“ ist wohl als ein Auffangtatbestand intendiert, der Sachverhalte erfassen soll, die sich nicht als immaterielle Wirtschaftsgüter, Goodwill oder Chancen/Risiken qualifizieren lassen. Scheffler nennt als Beispiel für einen „sonstigen Vorteil“ mit verlagertes Erfahrungswissen.

### Vorübergehende Funktionsverlagerungen
Eine Funktionsverlagerung im Sinne des AStG kann auch lediglich vorübergehender Natur sein (§ 1 Abs. 2 Satz 2 FVerlV).

### Sukzessive erfolgende Funktionsverlagerungen
Die Übertragung der Funktion an das übernehmende Unternehmen muss nicht in einem Zug geschehen: Transaktionen, die in ihrer Gesamtheit die Tatbestandsmerkmale einer Funktionsverlagerung erfüllen, können sich über einen Zeitraum von höchstens fünf Jahren erstrecken (§ 1 Abs. 2 Satz 3 FVerlV). Der Gesetzgeber will mit dieser Regelung missbräuchlichen Gestaltungen vorbeugen. Um eine steuerlich unschädliche Funktionsverlagerung zu erreichen, müssten Steuerpflichtige somit eine Verlagerung sukzessive über einen Zeitraum von mehr als fünf Jahren vornehmen. Dies dürfte sich in der Regel aus ökonomischen Gründen verbieten.

## Arten von Funktionsverlagerungen, Abgrenzungssachverhalte

### Funktionsausgliederung
Bei der Funktionsausgliederung wird eine Funktion vollständig auf das übernehmende Unternehmen übertragen, einschließlich der damit zusammenhängender Chancen und Risiken. Beim übertragenden Unternehmen wird die Funktion anschließend nicht mehr ausgeübt. Dies ist bspw. der Fall, wenn die gesamte Produktion einschließlich der damit verbundenen Vertriebsaktivitäten an ein Tochterunternehmen verlagert wird.
Bei der Funktionsausgliederung liegt eine Funktionsverlagerung im Sinne des AStG vor. Es erfolgt daher eine Gesamtbewertung und mithin eine Besteuerung des Gewinnpotenzials.

### Funktionsabschmelzung
Bei einer Funktionsabschmelzung erfolgt eine Übertragung von Chancen und Risiken an das übernehmende Unternehmen. 
Bei der Funktionsabschmelzung liegt eine Funktionsverlagerung im Sinne des AStG vor. Es erfolgt daher eine Gesamtbewertung mit Besteuerung des Gewinnpotenzials.

### Funktionsabspaltung
Bei der Funktionsabspaltung wird eine (Teil)Funktion verlagert, wobei jedoch die zugehörigen Chancen und Risiken beim übertragenden Unternehmen verbleiben. Ein typischer Fall einer Funktionsabspaltung ist die Auftragsfertigung durch eine Tochtergesellschaft, wobei diese die erstellten Leistungen gegen ein fixes Entgelt an das übertragende Unternehmen liefert – das Absatzrisiko, das Preisrisiko wie auch die Chance von Marktpreissteigerungen liegen hier also weiterhin beim übertragenden Unternehmen.
Da bei der Funktionsabspaltung keine Chancen und Risiken übertragen werden, liegt hier grundsätzlich keine Funktionsverlagerung im Sinne des Gesetzes vor. Eine Funktionsabspaltung ist jedenfalls nicht als Funktionsverlagerung im Sinne des AStG zu qualifizieren, wenn es sich um die reine Erbringung einer konzerninternen Dienstleistung handelt, also z. B. Auftragsfertigung ohne die Übertragung von (wesentlichen) immateriellen Wirtschaftsgütern.
Brähler ist der Auffassung, dass eine Funktionsabspaltung als Funktionsverlagerung zu qualifizieren sein kann, wenn es sich nicht nur um reine Dienstleistungen handelt. Dies kann bspw. dann der Fall sein, wenn wesentliche immaterielle Wirtschaftsgüter mit übertragen werden. Wesentlichkeit ist gegeben, wenn die immateriellen Wirtschaftsgüter für die Ausübung der Funktion notwendig sind und mindestens 25 % des Wertes der Funktion ausmachen. (§ 1 Abs. 5 FVerlV)

### Funktionsverdopplung
Alle bisher beschriebenen Arten der Funktionsverlagerung schränken beim übertragenden Unternehmen die bisherige Funktion bis hin zur vollständigen Aufgabe ein. Eine Funktionsverdopplung liegt dagegen vor, „wenn ohne Einschränkung der bisherigen Geschäftstätigkeit eines Unternehmens ein nahestehendes Unternehmen eine beim erstgenannten Unternehmen ausgeübte Funktion unter Nutzung von dessen Wirtschaftsgütern und Vorteilen aufnimmt.“
Ursprünglich hatte das BMF beabsichtigt, Fälle der Funktionsverdopplung der Funktionsverlagerung gleichzustellen. Von diesem Vorhaben hat der Gesetzgeber dann jedoch Abstand genommen, da eine Funktionsverlagerung zwingend eine Einschränkung der Funktion bei dem übertragenden Unternehmen voraussetzt, was bei der Verdopplung nicht der Fall ist. Nach Brandenberg wäre damit faktisch im Ausland generiertes Gewinnpotenzial der Besteuerung in Deutschland unterworfen gewesen, und überdies wäre eine Doppelbesteuerung die mögliche Folge gewesen. Eine solche Regelung hätte sehr wahrscheinlich europarechtlich ohnehin keinen Bestand gehabt.
Bei Funktionsverdopplungen ist die Missbrauchsklausel in § 1 Abs. 2 Satz 3 FVerlV (sukzessive Verlagerung) zu beachten. Wird eine Funktion erst verdoppelt und später im Inland abgebaut, liegt dennoch eine schädliche Funktionsverlagerung vor, wenn die Fünf-Jahres-Frist nicht beachtet wird.

### Übertragung von Wirtschaftsgütern, Erbringung von Dienstleistungen
Eine Funktionsverlagerung im Sinne des AStG liegt auch dann nicht vor, wenn lediglich Wirtschaftsgüter übertragen oder zur Nutzung überlassen werden oder wenn lediglich Dienstleistungen erbracht werden, die nicht Bestandteil einer Funktionsverlagerung sind. Solche Sachverhalte würden dem Gesetzgeber zufolge zwischen fremden Dritten nicht als Übertragung einer kompletten Funktion, sondern als Veräußerung von Wirtschaftsgütern oder Erbringung von Dienstleistungen behandelt werden.

### Mitarbeiterentsendung
Die reine Mitarbeiterentsendung ist regelmäßig keine Funktionsverlagerung. Nach Auffassung der Finanzverwaltung kann allerdings auch bei Personalentsendungen eine Funktionsverlagerung vorliegen, „wenn das entsandte Personal seinen bisherigen Zuständigkeitsbereich aus dem entsendenden Unternehmen mitnimmt und nach der Entsendung im übernehmenden Unternehmen die gleiche Tätigkeit ausübt. Dies führt in der Regel zu einer Einschränkung der Geschäftstätigkeit des entsendenden Unternehmens …“ Diese Auffassung der Finanzverwaltung wird von Frotscher scharf kritisiert, da kein Fremdvergleichsfall denkbar sei, in dem ein neuer Arbeitgeber dem alten Arbeitgeber einen „Kaufpreis“ für das Know-how eines Mitarbeiters zahlt. Frotscher kommentiert sarkastisch: „Es fragt sich, was für einen 'Drittvergleichsfall' den Erlassverfasser [sic!] vorgeschwebt hat – Sklavenhandel?“

### Weitere Abgrenzungssachverhalte
In den folgenden Fällen verbleiben die Chancen und Risiken beim verlagernden Unternehmen. Wenn diese Merkmale erfüllt sind, liegt somit keine Funktionsverlagerung im Sinne des AStG vor.
- Die Entscheidungsbefugnisse hinsichtlich der verlagerten Aktivitäten bleiben beim übertragenden Unternehmen.
- Das übertragende Unternehmen trägt die wesentlichen Risiken (Marktrisiko, Vorratsrisiko, Gewährleistungsrisiko).
- Wesentliche Funktionen verbleiben beim übertragenden Unternehmen (z. B. Finanzierung, Forschung und Entwicklung, Vertrieb).
- Das übertragende Unternehmen bleibt Eigentümer der wesentlichen Wirtschaftsgüter, insbesondere der Immaterialgüter.
- Die Gesamtproduktion aus den verlagerten Aktivitäten wird an das übertragende Unternehmen geliefert.
- Der Abnehmer der Leistungen zahlt ein fremdvergleichskonformes Entgelt.
- Teilnahme an einem Kostenumlagevertrag

## Besteuerung

### Bemessungsgrundlage
Analog zu Veräußerungsvorgängen, denen die Funktionsverlagerung steuerlich gleichgestellt ist, ergibt sich die Steuerbemessungsgrundlage als Differenz aus dem ermittelten Verrechnungspreis der Funktion und der Summe der steuerbilanziellen Buchwerte der Wirtschaftsgüter, die übertragen werden. In dieser Differenz können enthalten sein:
- stille Reserven der bisher beim übertragenden Unternehmen aktivierten Wirtschaftsgüter
- bislang nicht aktivierte (immaterielle) Wirtschaftsgüter
- Goodwill/Gewinnchancen/sonstige Vorteile

### Gesamtbewertung, Gewinnpotenzial
Bei der Bewertung der Funktion wird vom Grundsatz der Einzelbewertung der Wirtschaftsgüter abgewichen, es erfolgt stattdessen eine Gesamtbewertung. Die Funktion wird für Bewertungszwecke als Einheit aufgefasst, die durch das Zusammenspiel der darin enthaltenen Produktionsfaktoren Gewinne erwirtschaftet. Diese Vorgehensweise ist der Gesamtbewertung im Rahmen der Unternehmensbewertung vergleichbar.
Durch diese Gesamtbewertung kann das einer Funktion innewohnende Gewinnpotenzial sichtbar werden. Der Gesetzgeber definiert das Gewinnpotenzial wie folgt: „Gewinnpotenziale im Sinne des § 1 Abs. 3 Satz 6 des Außensteuergesetzes sind die aus der verlagerten Funktion jeweils zu erwartenden Reingewinne nach Steuern (Barwert), auf die ein ordentlicher und gewissenhafter Geschäftsleiter im Sinne des § 1 Absatz 1 Satz 3 des Außensteuergesetzes aus der Sicht des verlagernden Unternehmens nicht unentgeltlich verzichten würde und für die ein solcher Geschäftsleiter aus der Sicht des übernehmenden Unternehmens bereit wäre, ein Entgelt zu zahlen.“ (§ 1 Abs. 4 FVerlV)
Somit werden zukünftig im Ausland zu erwartende Gewinne bereits in der Gegenwart in Deutschland (teilweise) versteuert. Der ausländische Staat muss dann aufgrund eines Doppelbesteuerungsabkommens auf die Besteuerung dieser Gewinne verzichten – andernfalls kommt es zu einer Doppelbesteuerung.
Die Bewertung der Funktion als Einheit ist die Neuerung, welche die steuerliche Abschöpfung des der Funktion innewohnenden Gewinnpotenzials ermöglicht. Bis zum Inkrafttreten der Neuregelung wurde bei Funktionsverlagerung wie auch sonst bei der Übertragung von Wirtschaftsgütern zwischen Konzerngesellschaften in unterschiedlichen Steuerjurisdiktionen vorgegangen, d. h., es wurden lediglich die steuerlichen Verrechnungspreise für die einzelnen übertragenen Wirtschaftsgüter ermittelt, wobei ggf. lediglich die in den einzelnen Wirtschaftsgütern enthaltenen stillen Reserven aufzudecken und zu versteuern waren. Allerdings bestand auch vor dem Inkrafttreten der Unternehmenssteuerreform 2008 im Schrifttum bereits teilweise die Auffassung, dass verlagerte Funktionen für die Zwecke der Bewertung als Gesamtpaket zu behandeln seien.

### Bewertung durch tatsächlichen Fremdvergleich
Wie stets bei konzerninternen grenzüberschreitenden Transaktionen ist bei der Bewertung einer verlagerten Funktion der Fremdvergleichsgrundsatz zu beachten. Dies bedeutet, dass ein Verrechnungspreis zu ermitteln ist, wie ihn voneinander unabhängige Parteien auf einem externen Markt für eine hinsichtlich aller preisbildenden Parameter vergleichbare Transaktion finden würden. Dabei ist von der Fiktion eines ordentlichen und gewissenhaften Geschäftsleiters auszugehen, d. h., es ist von einem Preis auszugehen, den ein solcher bei Würdigung aller relevanten Umstände zu zahlen bereit wäre.
Weicht der von einem Steuerpflichtigen ermittelte Verrechnungspreis vom fremdvergleichskonformen Preis ab, ist die Finanzverwaltung berechtigt, eine entsprechende Korrektur vorzunehmen. Das AStG sieht hierbei nur Korrekturen zulasten von Steuerpflichtigen vor. Demnach ist ein von der Finanzverwaltung als zu niedrig eingeschätzter Verrechnungspreis für eine Funktionsverlagerung ins Ausland nach oben zu korrigieren. Korrekturen nach unten sind dagegen nicht vorgesehen.
Zu unterscheiden ist zwischen der Anwendung des uneingeschränkten und eingeschränkten Fremdvergleichs (tatsächlicher Fremdvergleich) einerseits und des hypothetischen Fremdvergleichs andererseits.
Soweit ein uneingeschränkter oder eingeschränkter Fremdvergleich möglich ist, ist der Steuergegenstand die verlagerte Funktion in dem Umfang, wie sie gemäß dem Fremdvergleichsgrundsatz unter voneinander unabhängigen wohlinformierten Transaktionspartnern und bei Anwendung der Fiktion eines ordentlichen und gewissenhaften Geschäftsleiters für die Zwecke der Bewertung zugrunde gelegt würde. Der Gesetzgeber kann insoweit keine weitergehenden Vorgaben zu Art und Umfang der Bewertungsgrundlage machen, da dies dem Wesen des uneingeschränkten oder eingeschränkten Fremdvergleichs widersprechen würde. In diesem Fall scheidet die Anwendung von § 1 Abs. 3 Satz 9 AStG aus, d. h., es braucht kein Transferpaket bestimmt zu werden und mithin auch kein Gewinnpotenzial. Das Gewinnpotenzial ergibt sich automatisch aus dem fremdvergleichskonformen Verrechnungspreis für die gesamte Funktion.

### Bewertung durch hypothetischen Fremdvergleich

#### Ermittlung des Transferpakets
Da Funktionsverlagerungen praktisch immer sehr spezielle Sachverhalte ohne vergleichbare Transaktionen auf externen Märkten sind, ist nach Scheffler davon auszugehen, dass hier in aller Regel nur der hypothetische Fremdvergleich zur Anwendung kommen kann. Beim hypothetischen Fremdvergleich werden Vergleichstransaktionen auf externen Märkten simuliert. Da eben keine realen Vorbilder existieren, hat der Gesetzgeber hier einen gewissen Spielraum – auch im Rahmen des Fremdvergleichsgrundsatzes – seine Vorstellungen davon durchzusetzen, wie eine Transaktion in der Praxis ablaufen würde und auf welche Weise die Bewertungsgrundlage ermittelt werden würde.
Gegenstand der Bewertung beim hypothetischen Fremdvergleich ist das Transferpaket. Dieses beinhaltet:
- die verlagerte Funktion
- die mit dieser Funktion zusammenhängenden Chancen und Risiken
- die Wirtschaftsgüter und Vorteile, die das verlagernde Unternehmen dem übernehmenden Unternehmen zusammen mit der Funktion überträgt oder zur Nutzung überlässt
- die im Zusammenhang mit der Verlagerung erbrachten Dienstleistungen.[32]

Bei der Bewertung sind auch individuelle Synergieeffekte des übernehmenden Unternehmens sowie allgemeine Standortvorteile in dem Land, in das der Transfer erfolgt, zu berücksichtigen.
Es wird somit deutlich, dass der Gesetzgeber hier eine sehr umfassende Definition des Bewertungsobjekts gewählt hat, welche sicherstellen soll, dass tatsächlich das gesamte „Gewinnpotenzial“ der Funktion erfasst wird. Vor allem der unbestimmte Rechtsbegriff der mit übertragenen „Vorteile“ eröffnet einen weitgehenden Ermessensspielraum und schafft für die betroffenen Unternehmen unter Umständen erhebliche Rechtsunsicherheit.

#### Ermittlung des Einigungsbereichs
Bei der Ermittlung des Gewinnpotenzials einer übertragenen Funktion im Rahmen des hypothetischen Fremdvergleichs ist wie folgt vorzugehen: Im ersten Schritt ist der Gesamtwert des übertragenden Unternehmens vor und nach der Funktionsverlagerung zu ermitteln. Die negative Differenz ist das verloren gegangene Gewinnpotenzial.
Im zweiten Schritt wird der Wert des übernehmenden Unternehmens vor und nach der Verlagerung ermittelt. Die positive Differenz ist das hinzugewonnene Gewinnpotenzial. Der Einigungsbereich, in dem der fremdvergleichskonforme Verrechnungspreis liegen muss, ist der Wertbereich zwischen der Mindestforderung des verlagernden Unternehmens und dem Preis, den das übernahmende Unternehmen maximal zu zahlen bereit ist. Innerhalb des Einigungsbereichs ist der wahrscheinlichste Wert, im Zweifel der Mittelwert als Verrechnungspreis zu wählen.

#### Anwendung investitionstheoretischer Barwertkalküle
Die Bewertung nach der im vorangegangenen Absatz geschilderten Vorgehensweise muss mittels ertragswertorientierter Bewertungsverfahren erfolgen. Hierfür kommen das Discounted-Cashflow-Verfahren oder das Ertragswertverfahren in Betracht.
Der Barwert ist auf der Grundlage der Planungsrechnungen sowohl des übertragenden als auch des aufnehmenden Unternehmens zu ermitteln. Hierbei sind Synergieeffekte und Standortvorteile zu berücksichtigen. Grundsätzlich ist der Bewertung ein unendlicher Zeithorizont zugrunde zu legen (ewige Rente). Hiervon kann abgewichen werden, wenn der Steuerpflichtige nachweist, dass die Funktionsverlagerung nur temporärer Natur ist. Für die Diskontierung ist ein funktions- und risikoadäquater Kapitalisierungszinssatz zu wählen.

### Escape-Klausel
Das AStG enthält eine Escape-Klausel, die bei Funktionsverlagerungen in bestimmten Fällen auch eine Einzelbewertung erlaubt: Bei Funktionsverlagerungen ist die Bestimmung von Verrechnungspreisen für alle betroffenen einzelnen Wirtschaftsgüter und Dienstleistungen nach Vornahme sachgerechter Anpassungen anzuerkennen, wenn der Steuerpflichtige glaubhaft macht, dass
- keine wesentlichen immateriellen Wirtschaftsgüter und Vorteile mit der Funktion übergegangen sind oder zur Nutzung überlassen wurden oder dass
- das Gesamtergebnis der Einzelpreisbestimmungen, gemessen an der Preisbestimmung für das Transferpaket als Ganzes, dem Fremdvergleichsgrundsatz entspricht.[37]

### Besteuerung in Abhängigkeit vom Steuersubjekt
Sind die Steuersubjekte Einzelunternehmen oder Mitunternehmer einer Personengesellschaft, unterliegt der bei einer Funktionsverlagerung erzielte Gewinn der tariflichen Einkommensteuer sowie der Gewerbesteuer.
Bei Körperschaften unterliegt der Gewinn zunächst auf der Ebene der Körperschaft der Körperschaftsteuer sowie der Gewerbesteuer. Ausgeschüttete Gewinne (in der Regel werden solche erst zu einem späteren Zeitpunkt anfallen) unterliegen darüber hinaus bei den Empfängern noch einmal der Besteuerung.

## Verlagerung ins Inland (Inbound-Fall)
Bereits in der Begründung des Unternehmenssteuerreformgesetzes 2008 hatte der Gesetzgeber ausgeführt, dass Funktionsverlagerungen ins Inland (Inbound-Fälle) grundsätzlich steuerlich genauso behandelt werden sollen wie Outbound-Fälle. Zwar sind nach AStG nur Berichtigungen zulasten von Steuerpflichtigen vorgesehen, jedoch können ggf. nach anderen Rechtsnormen auch Berichtigungen zugunsten von Steuerpflichtigen erfolgen, bspw. im Rahmen verdeckter Gewinnausschüttungen. In den Verwaltungsgrundsätzen Funktionsverlagerung wurde die Gleichbehandlung von Outbound- und Inbound-Fällen noch einmal klargestellt. Es verbleiben allerdings Unklarheiten hinsichtlich der konkreten Umsetzung dieser intendierten Gleichbehandlung.

## Beurteilung im Schrifttum

### Besteuerung von Gewinnerwartungen
Die Auflösung und Besteuerung stiller Reserven bei Veräußerungsvorgängen bzw. diesen gleichgestellten Sachverhalten (etwa im Umwandlungssteuerrecht) ist im deutschen Ertragssteuerrecht wie auch international gängige Praxis. Dies betrifft auch stille Reserven von Bewertungseinheiten (Übertragung von Betrieben oder Teilbetrieben). In solchen Fällen kann bspw. auch ein Geschäfts- oder Firmenwert steuerlich entstrickt und besteuert werden. Die neuen Vorschriften zur Bewertung und Besteuerung von verlagerten Funktionen gehen jedoch nach Auffassung vieler Kommentatoren über diese gängige Praxis hinaus, da zukünftige Gewinne besteuert werden sollen, die gar nicht in Deutschland entstanden sind, ja teilweise in Deutschland gar nicht hätten entstehen können (siehe unten). Nach Hofacker wird hier ein „völlig neuer Gewinnrealisierungstatbestand … [geschaffen], der das System der Gewinnbesteuerung sprengt.“

### Vereinbarkeit mit der internationalen Verwaltungspraxis
Im Schrifttum wird teilweise die Auffassung vertreten, dass die Neuregelung zur Besteuerung von Funktionsverlagerungen in einigen Aspekten gegen den Fremdvergleichsgrundsatz verstößt und damit Art. 9 des OECD-Musterabkommens zur Vermeidung der Doppelbesteuerung (siehe: Doppelbesteuerungsabkommen) widerspricht.
Das OECD-MA stellt zwar kein bindendes Völkerrecht dar, es ist jedoch eine wesentliche Grundlage für die internationale Verwaltungspraxis. In der Fachwelt wird daher befürchtet, dass die deutschen Regelungen zur Besteuerung von Funktionsverlagerungen international auf mangelnde Akzeptanz stoßen könnten. Wenn aber der Ansässigkeitsstaat des übernehmenden Unternehmens die deutschen Regelungen nicht akzeptiert, dann kann es zu einer Doppelbesteuerung von Erträgen kommen, wenn diese nicht durch Verständigungsverfahren vermieden werden kann. Welling/Tiemann sind der Auffassung, dass die neuen Vorschriften zur Besteuerung von Funktionsverlagerungen zu gravierenden Doppelbesteuerungskonflikten führen werden.
Als international unüblich bzw. nicht fremdvergleichskonform werden u. a. kritisiert:
- die Gesamtbewertung eines Transferpakets, wenn die einzelnen Wirtschaftsgüter keine untrennbare Einheit bilden und auch problemlos einzeln bewertet werden können
- die Einbeziehung von Synergieeffekten und Standortvorteilen des aufnehmenden Unternehmens in die Bewertung – ein ordentlicher Geschäftsführer würde kein Gewinnpotenzial vergüten, das zum Zeitpunkt der Transaktion noch gar nicht vorhanden ist
- die gesonderte Bepreisung von Chancen und Risiken und sonstigen Vorteilen

Welling/Tiemann gehen davon auf, dass ein durch Gesamtbewertung ermittelter Verrechnungspreis bei Funktionsverlagerungen von ausländischen Steuerbehörden eher nicht anerkannt wird.
Kroppen/Rasch konstatieren: „Die Vorschriften bleiben international einmalig, sind nicht abgestimmt und stellen ein erhebliches Doppelbesteuerungsrisiko dar.“

### Vereinbarkeit mit dem Territorialprinzip
Weiterhin wird im Schrifttum teilweise die Auffassung vertreten, dass die Vorschriften gegen das Territorialprinzip verstoßen. Dieses soll verhindern, dass Staaten Steuern erheben, auf die sie kein Anrecht haben. Bei der Ermittlung des Gewinnpotenzials einer Funktion sind auch Synergien und Standortvorteile des aufnehmenden Unternehmens zu berücksichtigen. Das Gewinnpotenzial wird also durch Erfolgsbestandteile erhöht, die möglicherweise gar nicht in Deutschland entstanden sind. Soweit es ausländische Standortvorteile betrifft (z. B. niedrige Lohnkosten), sind nach dem ausdrücklichen Willen des Gesetzgebers Erfolgsbestandteile zu berücksichtigen, die in Deutschland rein sachlogisch gar nicht entstehen konnten. Insoweit handelt es sich somit möglicherweise um eine ungerechtfertigte Besteuerung. Jahndorf sieht allerdings keinen Verstoß gegen das Territorialprinzip: Das Gewinnpotenzial sei in Deutschland entstanden und es sei daher legitim, dieses auch in Deutschland der Besteuerung zuzuführen.

### Vereinbarkeit mit EU-Recht
Hinsichtlich der Vereinbarkeit mit EU-Recht ist insbesondere das Diskriminierungsverbot einschlägig. Um insoweit EU-Rechts-konform zu sein, muss eine Funktionsverlagerung ins Ausland genauso besteuert werden wie ein reiner Inlandssachverhalt, es sei denn, eine Ungleichbehandlung lässt sich sachlich rechtfertigen. Funktionsverlagerungen im Inland sind in der Regel entweder gewinnrealisierende Umsatzgeschäfte oder gesellschaftsrechtlich veranlasste gewinnrealisierende Vorgänge (verdeckte Gewinnausschüttungen oder Einlagen). Somit gilt zumindest für die Besteuerung dem Grunde nach, dass auch bei inländischen Funktionsverlagerungen eine steuerlich relevante Gewinnrealisierung erfolgt. Beim inländischen Verkauf von Teilbetrieben oder sonstigen Unternehmensteilen, die steuerlich als Bewertungseinheiten zu behandeln sind, erfolgt ebenfalls eine Gesamtbewertung, wobei auch ein eventuell vorhandener Goodwill realisiert wird. Nach Jahndorf sind daher inländische Sachverhalte der Funktionsverlagerung ins Ausland im Wesentlichen gleichgestellt, so dass dem Autor zufolge keine Diskriminierung im Sinne des EU-Rechts vorliegt. Andere Autoren sehen dagegen in der Besteuerung des Gewinnpotenzials einer verlagerten Funktion einen Verstoß sowohl gegen die Niederlassungsfreiheit als auch die Kapitalverkehrsfreiheit der EU, ohne dass hierfür eine Rechtfertigung ersichtlich sei.

## Rechtsquellen
- Außensteuergesetz
- Verordnung zur Anwendung des Fremdvergleichsgrundsatzes nach § 1 Abs. 1 des Außensteuergesetzes in Fällen grenzüberschreitender Funktionsverlagerungen (Funktionsverlagerungsverordnung – FVerlV) vom 12. August 2008 (BGBl. I S. 1680).
- nur für die Finanzverwaltung bindend: Grundsätze für die Prüfung der Einkunftsabgrenzung zwischen nahe stehenden Personen in Fällen von grenzüberschreitenden Funktionsverlagerungen (Verwaltungsgrundsätze Funktionsverlagerung)